# クンユワム郡
座標: 北緯18度50分22秒 東経97度57分5秒 / 北緯18.83944度 東経97.95139度
クンユワム郡（クンユワムぐん）はタイ北部・メーホンソーン県にある郡（アムプー）である。

## 名称
クンユワムとはシャン語のクンヨム (กุ๋นยม) に由来する。クンヨムのヨムは植物名であり、クンとはここでは「水源となる山」を意味する。またヨムはタイ語に輸入されユワムと読まれ郡内を流れる川の名前となった。つまり、「ヨムの水源の山」と言う意味になる。

## 歴史
クンユワム村は1847年当時は20の世帯しかない寒村であった。1866年、メーホンソーンからチャーンカレーとプークン・トがやってきてこの地域の開発を始めた。1874年、チエンマイ王インタウィチャヤーノンはクンユワム村をムアンクンユワムへと昇格させ、プークン・トをパヤー・カンタセーマーラーチャーヌラックの名で国主に任命した。ムアンユワムはチエンマイの朝貢国となったが、コメを納めていたわけではなく、森林製品の朝貢が義務づけられていたと考えられる。1884年、ムアンクンユワムの国主はパヤー・パカートーンに移った。なお以下は、クンユワムの国主の一覧である
- パヤー・カンタセーマーラーチャーヌラック (プークン・ト พญาขันธเสมาราชานุรักษ์ (ปู่ขุนโท๊ะ))
- パヤー・パカートーン (พญาพะก่าตอง)
- パヤー・カーンチャーボーリハーン (พญาก้างจาบริหาร)
- パヤー・ラッタナケート (พญารัตนเขต)
- ターオ・ピブーン (ท้าวพิบูลย์)
- ターオ・カムヌワイユワムキットプラチャー (ท้าวคำนวยยวมกิจประชา)

1910年、ムアンクンユワムは廃止され、クンユワム郡が設置された。最初の郡長はクン・デートプラチャーラック (ขุนเดชประชารักษ์) である。一方、国主であったターオ・カムヌワイユワムキットプラチャーはタムボン・クンユワムのタムボン長へと左遷された。

## 地理
郡の中央を北から南にユワム川が流れる。郡の中心地はその上流にあり、その東西と北を山岳地帯が囲む。チエンマイ側と言うよりはむしろビルマ側に向かって開いている。また郡北部にはスリン川が東から西のビルマに向かって流れている。郡内にはナムトック・メースリン国立公園がある。
交通は、南北に国道108号線が通っており、北にメーホンソーン方面、南にメーサリエン方面に通じる。また、国道1263号線が東に向かって延びておりメーチェム方面と通じる。

## 経済
郡の主な産業は農業であり、主な生産物はニンニク、ダイズである。

## 行政区分
郡は6のタムボンに分かれ、さらにその下位に45の村（ムーバーン）がある。自治体（テーサバーン）があり以下のようになっている。
- テーサバーンタムボン・クンユワム・・・タムボン・クンユワムの一部

また、郡内には6のタムボン行政体（オンカーンボーリハーンスワンタムボン）がある。
1. タムボン・クンユワム・・・ตำบลขุนยวม
2. タムボン・メーガオ・・・ตำบลแม่เงา
3. タムボン・ムアンポーン・・・ตำบลเมืองปอน
4. タムボン・メーユワンノーイ・・・ตำบลแม่ยวมน้อย
5. タムボン・メーキ・・・ตำบลแม่กิ๊
6. タムボン・メーウーコー・・・ตำบลแม่อูคอ